# Emil Torday
Emil Torday (22 de junho de 1875 - 9 de maio de 1931), foi um antropólogo húngaro. Era o pai da escritora de romances Ursula Torday.

## Biografia
Emil Torday nasceu em 22 de junho de 1875 em Budapeste. Estudou na Universidade de Munique, mas sem concluir o curso começou a trabalhar em um banco de Bruxelas.
Durante sua estadia no Congo, ele desenvolveu seu interesse pela antropologia. Após seu retorno à Europa, ele conheceu Thomas Athol Joyce, que trabalhava no Museu Britânico. Em 1907-1909, ele empreendeu uma expedição em nome do Museu Britânico na Bacia do Rio Kasai, no Congo Belga, onde reuniu uma coleção de 3000 objetos para o museu, os mais aclamados dos quais são do Reino de Kuba. A expedição também conhecida como expedição Torday-Hilton-Simpson produziu uma grande coleção de fotos retratando a vida cotidiana em aldeias da Bacia do Congo. Fotos de sua expedição estão no Museu de Etnografia em Budapeste. Outras peças de destaque da coleção são três figuras reais Ndop que ele colecionou.
Torday também gravou canções folclóricas em gramofone em suas sucessivas viagens à África Ocidental. Ele falava oito línguas locais.
O ponto central do trabalho etnográfico de Torday foi seu envolvimento com os povos Kuba no Reino de Kuba e, especialmente, seu relacionamento com o Nyimi (rei) KotaPe (ou Kwete na grafia de Torday). Sempre defensor das visões indígenas, Torday encontrou em Kuba um reino sofisticado com uma suntuosa tradição artística, e em KotaPe um governante impressionante. Além disso, a Kuba tinha uma história dinástica que poderia ser relacionada às cronologias europeias: foi fundada no início do século XVII, datada na tradição oral de uma passagem conhecida do cometa Halley. No Congo, o coração do "Coração das Trevas" de Conrad, Torday acreditava ter "descoberto" um reino paralelo às dinastias europeias.
Em 17 de março de 1910, ele se casou com Gaia Rose Macdonald, uma escocesa, e em 19 de fevereiro de 1912, eles tiveram uma filha, a romancista Ursula Torday. 
Em 9 de maio de 1931, morreu de insuficiência cardíaca no Hospital Francês Shaftesbury Avenue, aos 55 anos. 
Seu trabalho foi reconhecido em 1910, quando ele recebeu a Medalha Imperial de Ouro de Ciência e Arte do imperador da Áustria.
Em 2020, os participantes do protesto beneficente Budapeste-Bamako deram seu nome a uma escola em Serra Leoa.

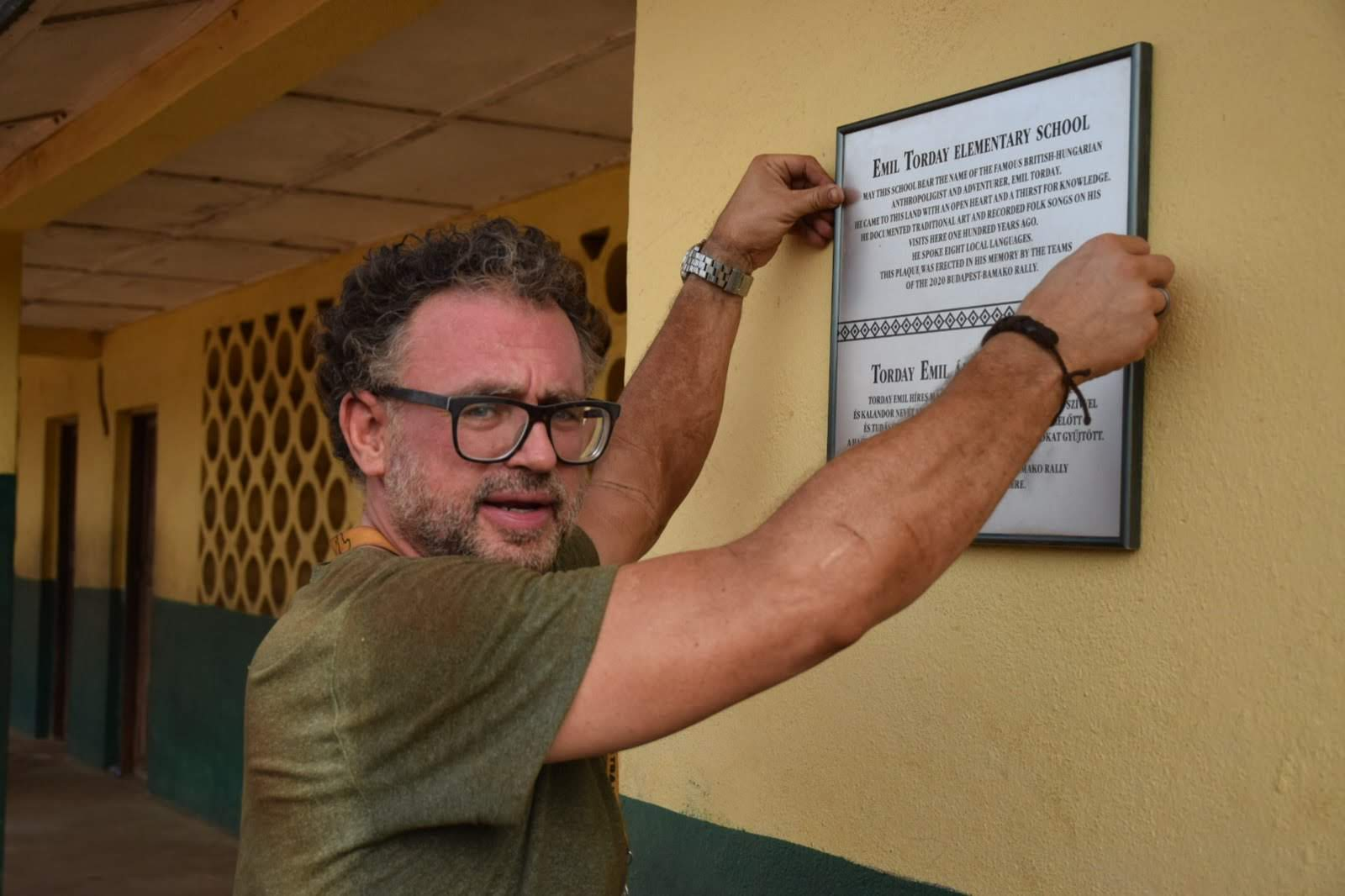
Andrew G Szabo de Budapeste-Bamako nomeia Escola Primária Emil Torday na aldeia de Magbondoline em Serra Leoa